# Claire van der Boom
Claire van der Boom (Broome, 21 november 1983) is een Australisch actrice van Nederlandse afkomst.

## Carrière
Van der Boom startte haar carrière in de dramaseries Love My Way en East West 101. Haar eerste grote rol was in The Square in 2008. Ze had ook een prominente rol in de miniserie The Pacific.
Ze speelt de ex-vrouw van Danny Williams in de remake van Hawaii Five-0.
Van der Boom speelt met name in korte films en heeft in de televisieseries Rush, Game of Silence en Pulse enkele langere rollen.